# 张铁民 (1960年)
张铁民（1960年8月—），男，汉族，河北清苑人，中华人民共和国政治人物，中国共产党党员，全国人民代表大会辽宁地区代表。

## 生平
张铁民毕业于哈尔滨建筑工程学院建筑经济与管理专业。2008年起担任全国人大代表。2013年，被选为全国人大代表。同年，担任中共阜新市委书记。2018年1月，任辽宁省人大常委会副主任。